# Aufstieg und Fall der Stadt Mahagonny
Aufstieg und Fall der Stadt Mahagonny is een opera met een tekst van Bertolt Brecht, en muziek van Kurt Weill. Het is hun derde samenwerking, na Mahagonny-songspiel, de Dreigroschenoper en Happy End. De opera ging op 9 maart 1930 in première in Leipzig. Het bekende en veel gecoverde lied 'Alabama Song' komt oorspronkelijk uit deze opera.

## Synopsis
Aufstieg und Fall der Stadt Mahagonny is een politiek-satirische opera over kapitalisme. Drie criminelen stichtten de stad Mahagonny, waar alles mag zolang er maar betaald wordt. De stad groeit en trekt veel mensen aan. Ze gokken, bezoeken de hoeren en drinken de hele dag door. Alles eindigt uiteindelijk in chaos, en de stad verdwijnt van de aardbodem.

## Rolverdeling
| Rol                                                         | Zangstem      | Premiere cast, 9 Maart 1930 |
| ----------------------------------------------------------- | ------------- | --------------------------- |
| Leokadja Begbick, een crimineel                             | mezzo-sopraan | Marga Dannenberg            |
| Dreieinigkeitsmoses (Trinity Moses), Tweede crimineel       | bariton       | Walther Zimmer              |
| Fatty der Prokurist (Fatty the Bookkeeper), Derde crimineel | tenor         | Hanns Fleischer             |
| Jimmy Mahoney (Jimmy MacIntyre), Een houthakker uit Alaska  | tenor         | Paul Beinert                |
| Sparbüchsenbilly (Bank-Account Billy), Jimmy's vriend       | bariton       | Theodor Horand              |
| Jacob Schmidt (Jack O'Brien), Jimmy's vriend                | tenor         | Hanns Hauschild             |
| Joe, called Alaskawolfjoe, Jimmy's vriend                   | bas           | Ernst Osterkamp             |
| Jenny Smith, een hoer                                       | sopraan       | Mali Trummer                |
| Toby Higgins                                                | tenor         | Alfred Holländer            |
| Een omroeper                                                |               |                             |

## Nummers

#### Act 1
- Scene 1: Gesucht werden Leokadja Begbick ("The Desired Progress of Leocadia Begbick")
- Scene 1: Sie soll sein wie ein Netz ("It Should Be Made Like a Net")
- Scene 2: Rasch wuchs ("Growing Up Quickly" ) / Moon of Alabama ("Oh, Show Us The Way...")
- Scene 3: Die Nachricht ("The News")
- Scene 4: In den nächsten Tagen ("In the Next Few Days")
- Scene 5: Damals kam unter Anderen ("Among the Crowd There Came")
- Scene 5: Heraus, ihr Schönen von Mahagonny ("Come Out, You Beauties of Mahagonny")
- Scene 5: Ach, bedenken Sie ("Oh Worries")
- Scene 6: Ich habe gelernt ("I Have Learned")
- Scene 7: Alle großen Unternehmungen ("All Great Things")
- Scene 7: Auch ich bin einmal ("Also I Was Once")
- Scene 8: Alle wahrhaft Suchenden ("All Seekers of the Truth")
- Scene 8: Aber etwas fehlt ("But Something is Missing")
- Scene 9: Das ist die ewige Kunst ("That is the Eternal Art")
- Scene 9: Sieben Jahre ("Seven Years!")
- Scene 10: Ein Taifun! ("A Typhoon!")
- Scene 11: In dieser Nacht des Entsetzens ("In This Night of Terror")
- Scene 11: Nein, jetzt sage ich ("No, I Say Do It Now")
- Scene 11: So tuet nur, was euch beliebt ("So, Just Do What You Like")

#### Act 2
- Scene 12: Hurrikan bewegt ("The Eventful Hurricane")
- Scene 12: O wunderbare Lösung! ("O Wonderful Result!")
- Scene 13: Von nun an war der Leitspruch ("From Then On The Motto Was...")
- Scene 13: Jetzt hab ich gegessen zwei Kälber ("Now I Have Eaten Two Calves")
- Scene 14: Zweitens kommt die Liebe dran! ("Secondly, Come to Be In Love")
- Scene 14: Sieh jene Kraniche ("Look at Those Cranes") / The Duet of the Cranes
- Scene 14: Erstens, vergesst nicht, kommt das Fressen ("Firstly, Don't Forget, Comes the Taking")
- Scene 15: Wir, meine Herren ("We, My Dear Sirs...")
- Scene 15: Dreimal hoch, Dreieinigkeitsmoses! ("Three Cheers for Trinity Moses!")
- Scene 16: Freunde, kommt, ich lade euch ein ("Friends, Come, I Summon You")
- Scene 16: Meine Herren, meine Mutter prägte ("My Dear Sirs, My Mother Impressed [Upon Me]")
- Scene 17: Wenn der Himmel hell wird ("When the Sky is Bright")

#### Act 3
- Scene 18: Haben all Zuschauer Billete? ("Do All The Gawkers Have Tickets?")
- Scene 18: Zweitens der Fall des Jimmy Mahoney ("Secondly, the Plan of Jimmy Mahoney")
- Scene 19: In dieser Zeit gab es in Mahagonny ("In This Time It Was In Mahagonny")
- Scene 20: Hinrichtung und Tod des Jimmy Mahoney ("The Execution and Death of Jimmy Mahoney")
- Scene 20: Erstens, vergesst nicht, kommt das Fressen ("Firstly, Don't Forget, Comes the Taking")
- Scene 21: Wollt ihr mich denn wirklich hinrichten? ("Do You Really Want Me to Be Executed After All?")
- Scene 21: In diesen Tagen fanden in Mahagonny ("To This Day Found In Mahagonny")

## Achtergrond
Het Baden-Baden Music Festival vroeg Weill in 1926 om een een-akter opera te schrijven voor het festival. Dit werd het Mahagonny-Songspiel, ook bekend als Das Kleine Mahagonny. Het was een voorganger van Aufstieg und Fall der Stadt Mahagonny, en bevatte zo'n 11 nummers die later deels in de opera zouden komen. Weill schreef de volledige opera tussen 1927 en 1932. Een jaar later ging hij in première in Leipzig, wat gepaard ging met veel schandaal en commotie. Datzelfde jaar, 1933, werd het opvoeren van de opera verboden door de Nazi's. Het zou tot de jaren '60 duren voordat de opera weer zou worden opgevoerd.
De muziek van Weill maakt gebruikt van meerdere populaire stijlen van de jaren '20, zoals ragtime, jazz en klassieke contrapunt. Het nummer Alabama Song is het bekendst, en is veelvuldig gecoverd door onder andere The Doors en David Bowie.

## In andere media
- De film Manderlay, geregisseerd door Lars von Trier, bevat meerdere referenties naar de plot van Mahagonny. De meest opmerkelijke is de orkaan die op de stad afkomt tijdens de eerste akte.
- De opera is driemaal gefilmd en op dvd uitgebracht. De meest bekende is de versie van de Los Angeles Opera uit 2007, met onder andere Audra McDonald en Patti LuPone. Deze opname won twee Grammy Awards voor beste opera-opname en beste klassieke album.